# バリュー・パートナーズ
株式会社バリュー・パートナーズ（Value Partners, LTD）は、東京都中央区に本社を置くWeb広告代理店である。

## 沿革
- 2011年4月 - 株式会社バリュー・パートナーズを設立。
- 2012年4月 - Yahoo!プロモーション広告　正規代理店として承認される。
- 2012年11月 - Google AdWords 認定パートナーとして承認される。
- 2017年4月 - 事務所を東京都中央区築地に移転。
- 2018年2月 - 「Ve Premium Partner 2017」のトロフィーを授与される。
- 2018年5月 - ふるさと納税情報サイト「カンタンふるさと納税」をリリース[1]。
- 2020年7月 - RIZIN.23に出場する扇久保博正選手のサポーターに。新型コロナウイルス感染症危機対応募金に協力。
- 2020年10月 - 終活の情報サイト「終活ノート」をリリース[2]。

## 事業内容

### WEB広告代理事業
- アフィリエイト広告運用代行
- リスティング広告運用代行
- ソーシャルメディア広告運用代行

### WEB制作事業
- ランディングページ制作
- WEB広告制作
- WEBシステム開発

### メディア事業
- カンタンふるさと納税
- 終活ノート